# ブリアナ・ブレア
ブリアナ・ブレア（Briana Blair、1987年6月24日 - ）は、アメリカ合衆国のポルノ女優。ジョージア州アトランタ出身。